# 梁楷 (光緒進士)
梁楷（?—?），廣東省廣州府南海縣人，清朝政治人物、同進士出身。
光緒二十四年（1898年），参加光緒戊戌科殿試，登進士三甲45名。同年五月，以主事分部学习。